# ديفيد ميروين
ديفيد ميروين (بالإنجليزية: David Merwin)‏ هو راكب الكنو أمريكي، ولد في 17 أغسطس 1936.

## وصلات خارجية
- ديفيد ميروين على موقع أوليمبيديا (الإنجليزية)